# Salmán Jasimíkov
Salmán Aljazúrovich Jasimíkov (en ruso: Салман Хасимиков; República Socialista Soviética de Kazajistán, 4 de mayo de 1956-Moscú, 28 de mayo de 2025) fue un luchador soviético de peso pesado.
Jasimíkov ganó dos medallas de oro europeas y cuatro del campeonato mundial en lucha libre olímpica. También ganó el oro europeo y mundial como junior en 1970-71. Después de una carrera empresarial fallida, Salman pasó cinco años como luchador profesional en New Japan Pro-Wrestling (NJPW). Allí ganó el Campeonato de Peso Pesado IWGP de manos de Big Van Vader en mayo de 1989.

## Carrera como luchador profesional

### New Japan Pro-Wrestling
Después de una larga carrera como luchador aficionado, Jasimíkov y Victor Zangiev viajaron a Japón entrenando para una carrera de lucha libre profesional en NJPW, específicamente con el fundador Antonio Inoki. Jasimíkov debutó contra su amigo Zangiev el 22 de febrero de 1989, en una lucha de exhibición de cinco minutos que terminó en empate entre los dos ex campeones mundiales amateurs, luego derrotó a Hiro Saito. El 25 de mayo de ese año, Jasimíkov derrotó a Big Van Vader para convertirse en el primer europeo en poseer el Campeonato de Peso Pesado IWGP. Su reinado duró poco ya que perdió el título en su primera defensa sólo 48 días después ante Riki Chōshū. 
Jasimíkov fue el primer nacido en Rusia en ganar un título de lucha profesional en los países capitalistas antes de que terminara la Guerra Fría, en ese momento la mayoría de los «rusos» en las principales compañías de lucha libre en América del Norte, Europa y/o Japón eran en realidad personajes (o gimmicks) interpretados por descendientes o luchadores rusos sin conexión con este país.

## Campeonatos y logros
- New Japan Pro-Wrestling
  - IWGP Heavyweight Championship (1 vez)